# 哈维尔·库尔松
哈维尔·库尔松（西班牙語：Javier Culson，1984年7月25日—），波多黎各男子田径运动员。他曾代表波多黎各参加2008年、2012年和2016年夏季奥林匹克运动会田径比赛，其中2012年奥运会获得一枚铜牌。